# Élisabeth de Grande-Pologne (morte en 1209)
Élisabeth de Grande-Pologne (polonais : Elżbieta Mieszkówna; tchèque : Eliška Polská) (née vers 1152 – morte le 2 avril 1209) est une princesse polonaise de la dynastie des Piast qui fut par ses mariages, duchesse de Bohême et margravine de la marche de Lusace.
Élisabeth est la fille de Mieszko III le Vieux, duc de Grande-Pologne et à partir de 1173 duc de Pologne, et de son épouse, Élisabeth, fille du roi Béla II de Hongrie.
La date de naissance d'Élisabeth est inconnue. Les sources médiévales ne confirment pas que la princesse hongroise est sa mère. On estime qu'Élisabeth est sa fille du fait de leur homonymie. Plusieurs chercheurs précisent qu'Élisabeth serait née vers 1152 ou 1154.

## Biographie

### Duchesse de Bohême
Vers 1173 Élisabeth épouse Sobeslav II de Bohême. Cette union fait partie des multiples accords dynastiques négociés par le duc Mieszko III. Du fait de ce mariage, en 1176 les troupes polonaises aident le duc Soběslav II dans sa lutte contre la maison de Babenberg, qui règne en Autriche. En 1178 le prince Frédéric le cousin germain de Soběslav II soutenu par l'empereur Frédéric Barberousse s’emparer de Prague; Élisabeth, qui s'y trouve est capturée par Frédéric, mais relâchée peu après. Le 27 janvier 1179 Soběslav II est complément défait lors d'un combat dans les environs de Prague. Il se réfugie dans le château de Skála, et après un long siège, Frédéric le vainc de nouveau à la fin de 1179 et devient le nouveau souverain de Bohême. Élisabeth et son époux partent en exil en Hongrie, où Soběslav II meurt le 29 janvier 1180. Ils n'ont pas d'héritier.

### Margravine de la Marche de Lusace
Élisabeth ne revient pas en Pologne. Peu après la mort de son mari, fin janvier ou début février 1180, elle épouse Conrad, cinquième fils de Dedo III, margrave de Marche de Lusace. Ils ont trois enfants : un fils Conrad, et deux filles, Mathilde et Agnès.
Le 16 août 1190, le margrave Dedo III meurt et ses domaines sont partagés entre ses deux fils survivants : l'aîné, Dietrich, hérite des comtés de  Sommerschenburg et Groitzsch comme héritier aîné de sa mère et le second, Conrad, reçoit la Marche de Lusace le domaine principal de son père et le comté d'Eilenbourg. En conséquence, Élisabeth devint margravine consort de Lusace et comtesses consort d'Eilenbourg. Il ne demeure aucune trace de son rôle à la cour de Lusace.

### Mort et descendance
Au début de 1209, Conrad II de Lusace défait les armées du demi-frère d'Élisabeth, Ladislas III de Pologne, lors de la bataille de Lubusz (pl). Il a été avancé que cette affaire avait contribué à la mort d'Élisabeth en avril 1209. Un an plus tard le 6 mai 1210, Conrad II meurt à son tour.
Élisabeth est inhumée dans l'abbaye de Dobrilugk (pl). Son fils unique, Conrad, meurt en enfance; Agnes, sa fille cadette
épouse Henri V du Palatinat, mais ils n'ont pas d'enfant. Les seuls descendants d'Élisabeth sont issus de sa fille aînée 
Mathilde et de son époux Albert II de Brandebourg.